# Bernoulliho–Navierova hypotéza

Znázornění Bernoulliho–Navierovy hypotézy – všechny průřezy prutu zachovávají kolmost ke střednici

Bernoulliho–Navierova hypotéza (také Navierova–Bernoulliho hypotéza či Eulerova–Bernoulliho hypotéza) je v mechanice pružnosti a pevnosti předpoklad pro ohýbaný prvek. Tato hypotéza předpokládá, že průřez, který je před deformací rovinný, zůstává rovinný i po deformaci, resp. průřezy po deformaci zůstávají kolmé na deformovanou střednici prutu. Hypotéza je pojmenována po Jacobu Bernoullim, Danielu Bernoullim a Claude-Louisi Navierovi, případně po Leonhardu Eulerovi.

## Platnost
Hypotéza obecně platí pro dostatečně štíhlé pruty, naopak pro prvky, u nichž je výška průřezu řádově podobně velká jako délka, je nutno použít pokročilejší teorie deformace (Mindlin, Timošenko). Platnost je dále omezena na izotropní (či ortotropní) materiály, které jsou lineárně pružné; zároveň musejí být pruty v daném průřezu homogenní (a po délce příliš neměnit svůj průřez). Vzniklá přetvoření na prutu taktéž musejí být malá.
Pokud jsou předešlé podmínky splněny, pro průhyb {\displaystyle w(x)} platí:
{\displaystyle {\cfrac {\mathrm {d} ^{2}w(x)}{\mathrm {d} x^{2}}}={\frac {M(x)}{E(x)I(x)}}}
Druhá derivace průběhu průhybu prutu podle délky {\displaystyle x}, vyjádřená jako křivost prutu, je rovna zlomku, kde {\displaystyle E} je Youngův modul pružnosti, {\displaystyle I} je moment setrvačnosti průřezu a {\displaystyle M} je vnitřní ohybový moment.
Pro nosník, který je vyroben z homogenního materiálu po celé své délce a má navíc konstantní průřez, lze za použití Schwedlerovy věty z předchozí rovnice získat závislost průhybu {\displaystyle w(x)} na spojitém zatížení {\displaystyle f(x)}:
{\displaystyle EI~{\cfrac {\mathrm {d} ^{4}w(x)}{\mathrm {d} x^{4}}}=f(x)}

## Normálové napětí
Základní vzorec pro výpočet normálového napětí od působícího ohybového momentu, který platí díky BN hypotéze, je následující:
{\displaystyle \sigma _{x}={\frac {M_{y}\cdot z}{I_{y}}}={\frac {M_{y}}{W_{y}}}}
Použité veličiny:
- {\displaystyle {\sigma _{x}}} normálové napětí v průřezu
- {\displaystyle M_{y}} – ohybový moment kolem neutrální osy
- {\displaystyle z} – kolmá vzdálenost vláken k neutrální ose
- {\displaystyle I_{y}} – moment setrvačnosti k neutrální ose y
- {\displaystyle W_{y}} – průřezový modul k neutrální ose y. {\displaystyle W_{y}=I_{y}/z}

## Deskové konstrukce
U deskových konstrukcí je rozšíření Bernoulliho–Navierovy hypotézy nazýváno jako Kirchhoff–Loveho teorie.